# Po własnym pogrzebie
Po własnym pogrzebie – polski telewizyjny film wojenny z 1989 roku w reżyserii Stanisława Jędryki. 
Kontynuacja  filmu Umarłem, aby żyć z 1984 roku. Leopold Wójcik po upozorowaniu własnej śmierci wraca do konspiracji. W odróżnieniu od poprzedniej części losy bohaterów są fikcją fabularną – wariantem zdarzeń, które mogły mieć miejsce. Obraz miał kontynuację w postaci trzeciej części zatytułowanej Urodzony po raz trzeci (1989). Plenery filmowano w Warszawie.

## Treść
Odbywają się uroczystości pogrzebowe Leopolda Wójcika, zamiast którego w trumnie umieszczono zwłoki sobowtóra – Krzysztofa Bruzdy; w pogrzebie uczestniczy jego ojciec Zygmunt Bruzda. Prowadzący śledztwo obergruppenführer Hans Moser podejrzewa jednak, że Wójcik żyje. Gestapo przeprowadza rewizję w domu jego matki. Polska komórka konspiracyjna działa w zakładzie fotograficznym, gdzie ukrywa się Wójcik. Ma on otrzymać nową tożsamość jako Kazimierz Nowak. Udaje się na spotkanie z kurierem Błażejewskim, który ma dostarczyć mu nowe dokumenty, ale pechowo zostaje schwytany w łapance.

## Obsada
- Andrzej Grabarczyk – Leopold Wójcik
- Anna Ciepielewska – Maria Wójcikowa, matka Leopolda
- Bronisław Pawlik – Zygmunt Bruzda, ojciec zmarłego Krzysztofa
- Janusz Bukowski – Wróbel, major AK
- Marek Kondrat – łącznik ze Lwowa (rola dubbingowana przez Mieczysława Voita)
- Eugeniusz Kujawski – obergruppenführer Hans Moser
- Henryk Talar – obersturmbannführer Knothe
- Jerzy Bończak – Tadeusz Błażejewski, łącznik z dokumentami dla Wójcika
- Jarosław Kopaczewski – fotograf Zbyszek, współpracownik Wróbla
- Marcin Troński – granatowy policjant, współpracownik Wróbla o pseudonimie „Wyżeł”
- Wojciech Wysocki – doktor Leśniak, członek AK
- Sławomira Łozińska – właścicielka kawiarni „Danusia”
- Mirosława Marcheluk – Maria Bruzdowa, matka zmarłego Krzysztofa
- Anna Milewska – żona profesora Pytla
- Ewa Szykulska – właścicielka kwiaciarni
- Jacek Borkowski – Heymann, adiutant Mosera
- Ewa Serwa – kelnerka w kawiarni „Danusia”
- Izabella Wilczyńska-Szalawska – Janina Kalinowska, sąsiadka Wójcikowej
- Stanisław Bieliński – ksiądz
- Zbigniew Buczkowski – granatowy policjant
- Wiesław Drzewicz – właściciel sklepu filatelistycznego
- Ryszard Jabłoński – listonosz, wysłannik Wróbla u Kalinowskiej
- Aleksander Trąbczyński – tajniak
- Jacek Braciak – Kazio, goniec z kwiaciarni